# Efecte substitució
En economia i particularment en la teoria de l'elecció del consumidor, l'efecte substitució és un component de l'efecte d'un canvi en el preu d'un bé sobre la quantitat d'aquest bé demandat per un consumidor, l'altre és l'efecte renda.
Quan el preu d'un bé disminueix, si hipotèticament es mantingués el mateix paquet de consum, s'alliberarien ingressos que es podrien gastar en una combinació de més de cadascun dels béns. Així, el nou paquet de consum total escollit, en comparació amb l'antic, reflecteix tant l'efecte dels preus relatius canviats dels dos béns (una unitat d'un bé ara es pot comerciar per una quantitat diferent de l'altre bé que abans degut a que la relació dels seus preus ha canviat) com l'efecte dels ingressos alliberats. L'efecte de la variació del preu relatiu s'anomena efecte substitució, mentre que l'efecte degut a l'alliberament dels ingressos s'anomena efecte renta.
Si els ingressos es modifiquen en resposta al canvi de preu de manera que es dibuixa una nova línia pressupostària passant per l'antic paquet de consum però amb el pendent determinat pels nous preus i l'opció òptima del consumidor es troba en aquesta línia pressupostària, el canvi resultant en el consum és anomenat efecte de substitució Slutski. La idea és que el consumidor tingui prou diners per comprar el seu paquet antic als nous preus, i es vegin canvis en la seva elecció.
Si, en canvi, es troba una nova línia pressupostària amb el pendent determinat pels nous preus però tangent a la corba d'indiferència que passa per l'antic paquet, la diferència entre el nou punt de tangència i l'antic paquet és l'efecte de substitució Hicks. La idea ara és que el consumidor rebi els ingressos suficients per aconseguir la seva antiga utilitat als nous preus, i es vegi com canvia la seva elecció. L'efecte de substitució Hicks s'il·lustra a la secció següent.
Alguns autors es refereixen a un d'aquests dos conceptes simplement com a efecte de substitució. El popular llibre de text de Varian descriu la variant Slutski com la principal, però també dona una bona explicació de la distinció.
Els mateixos conceptes també s'apliquen si el preu d'un bé puja en lloc de baixar, amb l'efecte substitució que reflecteix el canvi en els preus relatius i l'efecte ingressos reflectint el fet que els ingressos s'han absorbit en despesa addicional en les unitats retingudes de l'actual bé més car.
Per exemple, considereu el cafè i el te. Si el preu del cafè augmenta, els consumidors de begudes calentes poden decidir començar a beure te. Això farà que la demanda de te augmenti. De la mateixa manera, si el preu del cafè disminueix, els bevedors de te poden decidir canviar els seus hàbits de consum i substituir el te pel cafè, fent que la demanda de te disminueixi.
Els economistes havien entès des de feia temps que els canvis de preu podrien donar lloc a dues respostes principals per part dels consumidors, el treball inicial sobre aquest tema l'havia fet Vilfredo Pareto a la dècada de 1890, però no va ser fins a l'article de Ievgueni Slutski de 1915 que es va portar el rigor a la assignatura. Com que l'article original de Slutski es va publicar en italià durant la Primera Guerra Mundial, els economistes del món angloamericà no es van adonar de les contribucions de Slutski fins a la dècada de 1930. El món anglès es va introduir plenament en les idees de Slutski el 1934 quan John Hicks i RGD Allen van publicar "A Reconsideration of the Theory of Value", un article basat en el treball de Pareto i va arribar a les conclusions que Slutski havia realitzat dues dècades abans.

## Anàlisi gràfica
Suposem que la situació inicial ve donada pel gràfic (amb Y bona representada horitzontalment) amb les corbes d'indiferència indicades (i que mai canvien) mostrades i amb la restricció pressupostària BC1 i amb el consumidor que tria el punt A perquè el situa a la corba d'indiferència més alta possible coherent amb BC1. La posició i el pendent de la restricció pressupostària es basen en els ingressos del consumidor i en els preus dels dos béns X i Y. Si el preu d'Y cau, la restricció pressupostària pivota cap a BC2, amb una intercepció més gran del bé Y perquè si tots els ingressos es gastessin en Y se'n podrien comprar més al preu ara més baix. L'efecte global del canvi de preu és que ara el consumidor tria el paquet de consum al punt C.
Però el moviment d'A a C es pot descompondre en dues parts. L'efecte substitució és el canvi que es produiria si el consumidor hagués de romandre en la corba d'indiferència original; aquest és el moviment d'A a B. L'efecte renda és el moviment simultani de B a C que es produeix perquè el preu més baix d'un bé permet de fet el moviment a una corba d'indiferència més alta. (En aquest gràfic Y és un bé inferior ja que C està a l'esquerra de B, de manera que Y₂ < Ys)

## Elasticitat de substitució
El concepte d'elasticitat de substitució va ser desenvolupat per dos economistes diferents, cadascun amb el seu propi enfocament. Un d'aquests economistes va ser John Hicks, que va definir l'elasticitat de substitució com el canvi en el percentatge del nombre relatiu de factors de producció utilitzats, donat un canvi particular en el percentatge dels preus relatius o dels productes marginals. Aquesta definició també es coneix com a elasticitat directa de substitució. L'altre economista va ser Joan Robinson, que va definir l'elasticitat de substitució com el canvi de proporció de la relació del nombre de factors utilitzats dividit pel canvi de proporció de la relació dels preus de cada factor. Aquestes dues definicions funcionen de la mateixa manera quan es limiten a dos factors de producció.